# Mollina
Mollina è un comune spagnolo di 3 485 abitanti situato nella comunità autonoma dell'Andalusia.